# Araneus crassipes
Araneus crassipes este o specie de păianjeni din genul Araneus, familia Araneidae. A fost descrisă pentru prima dată de Rainbow, 1897.
Este endemică în New South Wales. Conform Catalogue of Life specia Araneus crassipes nu are subspecii cunoscute.